# Trio da Kali

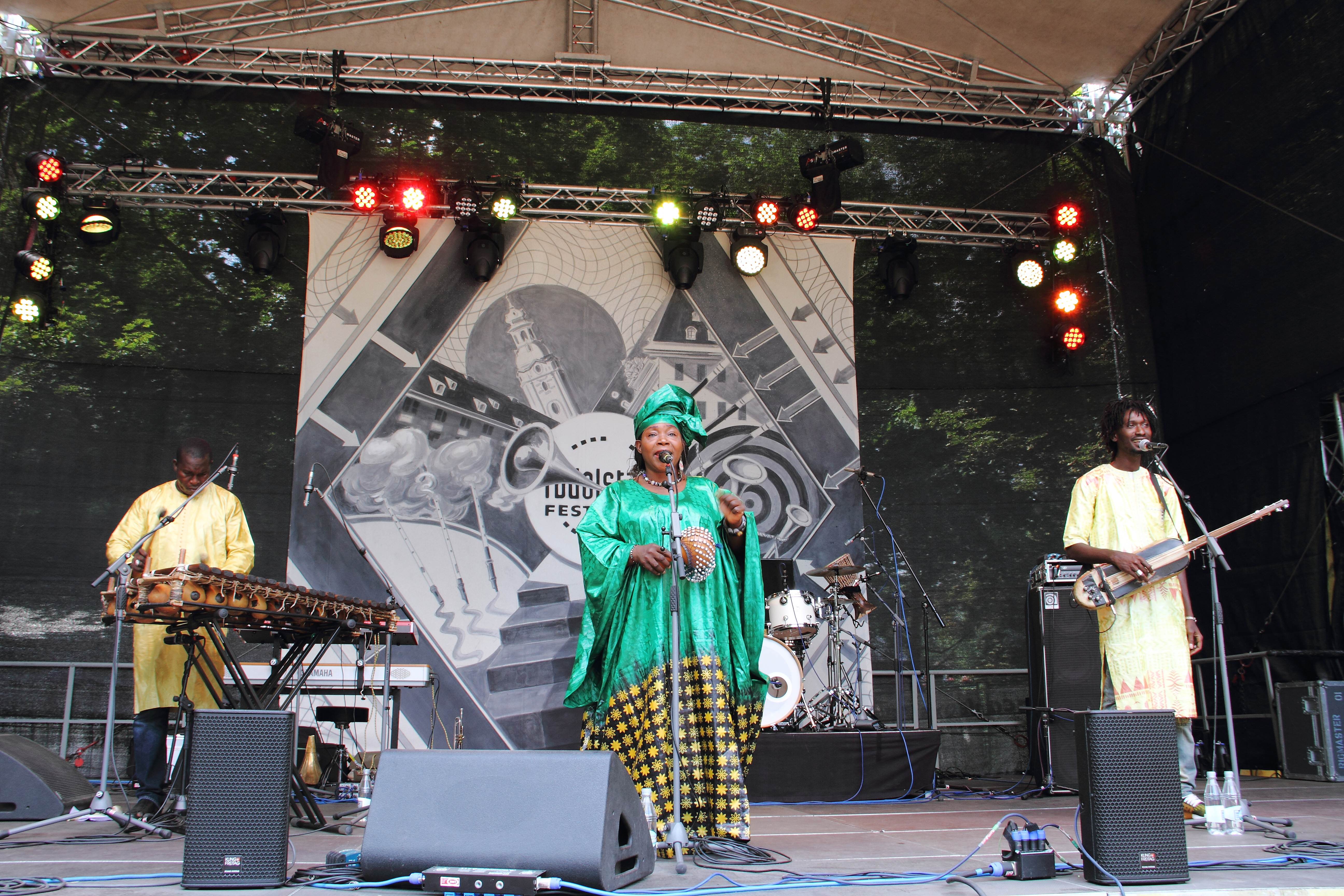
trio da kali

Trio Da Kali es un grupo de música griot de Malí formado por tres miembros: Hawa Kassé Mady Diabaté (voz), Lassana Diabaté (balafón) y Mamadou Kouyaté (ngoni). Este último es el hijo del maestro de ngoni Bassekou Kouyate.
Da Kali significa 'hacer una promesa', en este caso a su herencia musical, la de los Mande jelis (linajes hereditarios) que se remonta a la época de Sunjata Keita, fundador del gran imperio de Malí a principios del siglo XIII.
El trío colaboró con el cuarteto de cuerda estadounidense Kronos Quartet con el que grabaron un álbum premiado, Ladilikan (World Circuit BMG). El álbum incluye arreglos de dos temas de la cantante de gospel estadounidense Mahalia Jackson, así como piezas importantes del repertorio de Mande jeli como "Sunjata" y la canción de amor "Tita". Los dos grupos viajaron juntos por muchas ciudades de todo el mundo.